# Trận Drepana
trận hải chiến, chiến tranh, trước Công nguyên
Trận hải chiến Drepana (hay Drepanum) đã diễn ra vào năm 249 trước Công nguyên trong Chiến tranh Punic lần thứ nhất gần Drepana (Trapani hiện nay) ở phía tây Sicily, giữa một hạm đội Carthage dưới Adherbal và một hạm đội La Mã do Publius Claudius Pulcher chỉ huy.
Pulcher đang phong tỏa thành trì Carthaginian của Lilybaeum (Marsala hiện đại) khi ông quyết định tấn công hạm đội của họ, nằm ở bến cảng của thành phố Drepana gần đó. Hạm đội La Mã đi thuyền vào ban đêm để thực hiện một cuộc tấn công bất ngờ nhưng bị tản mác trong đêm tối. Adherbal đã có thể đưa hạm đội của mình ra biển trước khi nó bị mắc kẹt trong bến cảng; có được chỗ rộng ở biển để cơ động ông  phản công sau đó. Người La Mã bị ghim chặt vào bờ, và sau một ngày chiến đấu đã bị đánh bại tơi bời bởi những con tàu Carthaginian dễ điều khiển hơn, có lính  thủ thiện chiến hơn. Đó là chiến thắng hải quân lớn nhất của Carthage trong cuộc chiến; họ chuyển sang tấn công sau Drepana quét sạch quân La Mã khỏi biển. Đó là thời gian bảy năm trước khi Rome một lần nữa cố gắng trang bị một hạm đội đáng kể, trong khi Carthage đưa hầu hết các tàu của mình vào dự bị để tiết kiệm tiền và giải phóng nhân lực.